# Distretto di Antanambao Manampotsy
Il distretto di Antanambao Manampotsy è un distretto del Madagascar situato nella regione di Atsinanana. Ha per capoluogo la città di Antanambao Manampotsy.
La popolazione del distretto è di 46 112 abitanti (censimento 2011).